# 荣姓
荣姓，是一个古老的姓氏。在《百家姓》中排第199位。《吕氏春秋》记载：“黄帝命荣将铸十二口钟。”荣将就是荣姓的始祖。《风俗通义》记载：“周成王卿士荣伯之后，以邑（荣邑，今河南巩县一带）为氏。望出乐安、上谷。”荣伯子孙以邑为姓，形成荣氏的另一支。

## 参看
- 百家姓
- 榮國

## 延伸阅读
[在维基数据编辑]
 《百家姓》
 《欽定古今圖書集成·明倫彙編·氏族典·榮姓部》，出自陈梦雷《古今圖書集成》